# شركة إسمنت الجوف
شركة أسمنت الجوف شركة مساهمة عامة بموجب السجل التجاري رقم (1010225259) وتاريخ 1/11/1427هـ، حيث تم تدشين المشروع بتاريخ 1/05/2007م .
يتمثل نشاط الشركة الرئيسي في إنتاج الأسمنت البورتلاندي العادي والمقاوم للكبريتات حيث تمتلك شركة أسمنت الجوف أحدث المصانع التي تم إنشاؤها في المملكة العربية السعودية في الشمال الغربي وعلى مقربه من الحدود السعودية الأردنية والعراقية وذلك وفقاً للمواصفات القياسية السعودية والمطابقة للمواصفات الأمريكية والأوربية وقد أجتاز المنتج بنجاح كافة الفحوصات المطلوبة في الأردن والعراق ومن قبل الجمعية الملكية الأردنية وكذلك الجهاز المركزي للتقيسس والسيطرة النوعية العراقية وذلك بطاقة إنتاجية 5000 طن يومياً لتلبية احتياجات عملائنا داخل وخارج المملكة العربية السعودية وترتبط الشركة بشبكة من الشركات الناقلة لتأمين احتياج عملائها .